# محكمة دولية

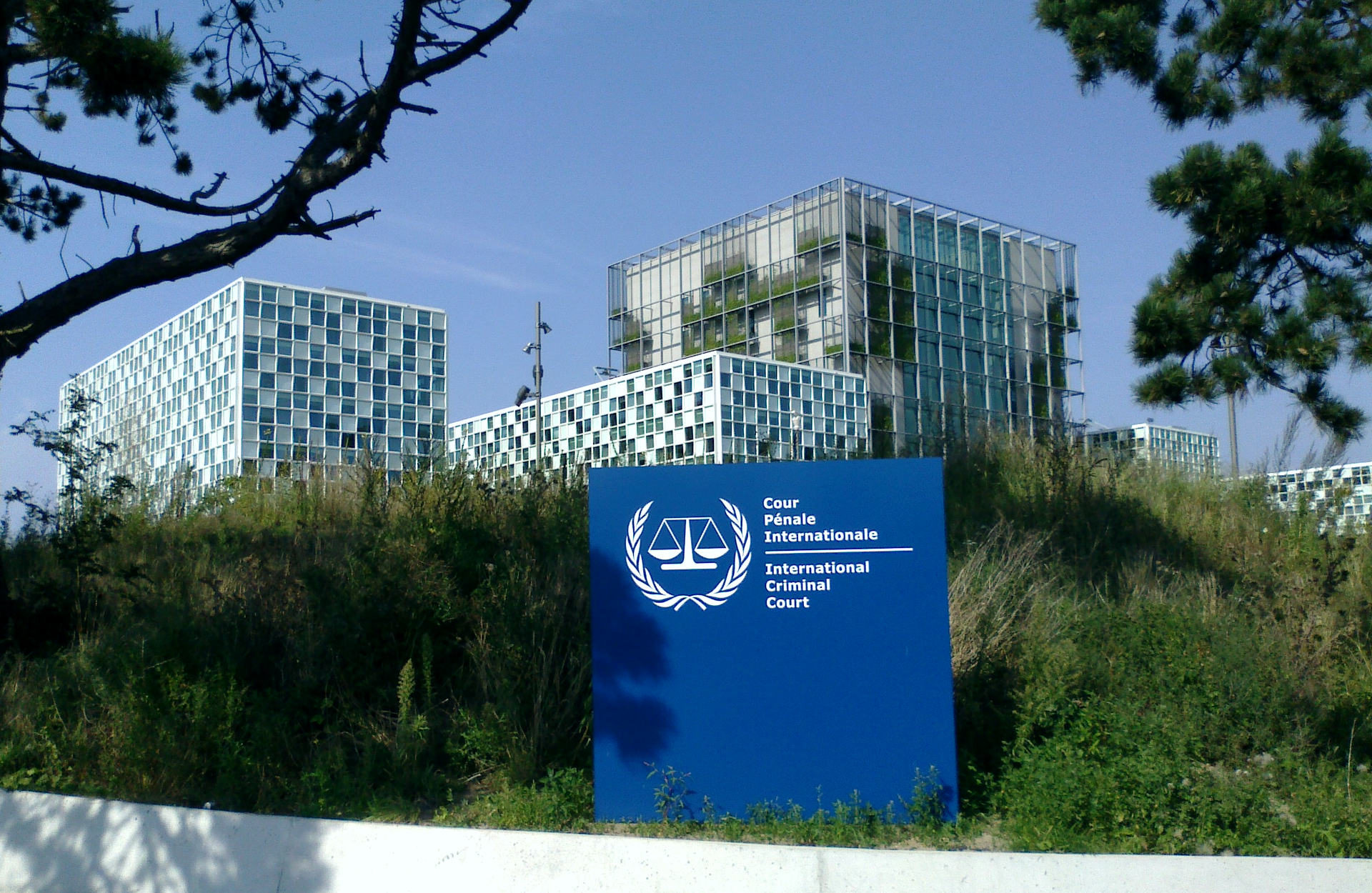
المحكمة الجنائية الدولية في لاهاي

تُشكل المحاكم الدولية بناء على مُعاهدات بين الدول أو تحت سلطة منظمة دولية مثل الأمم المتحدة وتشمل المحاكم الخاصة والمُؤسسات الدائمة ولا تضُم أية محاكم تنشأ تحت سُلطة وطنية بحتة.

## القضايا الجنائية والمدنية
أولى المحاكم الدولية كانت محكمتا نورمبرغ وطوكيو التان أُنشئتا في أعقاب الحرب العالمية الثانية . توجد محكمتان من هذا القبيل حاليًا في لاهاي بهولندا : محكمة العدل الدولية (ICJ)، والمحكمة الجنائية الدولية (ICC). توجد محاكم دولية أخرى في مناطق أخرى، وعادة ما تكون ولايتها القضائية مقصورة على بلد أو قضية مُعينة، مثل المحكمة الدولية الخاصة بجرائم الإبادة الجماعية في رواندا. بالإضافة إلى المحاكم الدولية التي تم إنشاؤها للبث في الجرائم المرتكبة أثناء الإبادة الجماعية والحروب الأهلية، تم أيضًا إنشاء محاكم مُخصصة تجمع بين الاستراتيجيات الدولية والمحلية على أساس الموقف. ومن أبرز الأمثلة على هذه «المحاكم المختلطة» هُناك سيراليون ولبنان وتيمور الشرقية وكمبوديا.
المحاكم الدولية هي محاكم دائمة تحكمها القوانين والمعاهدات الدولية، وتتعلق بالمسائل المدنية والتجارية. حيث يجب تمييزها عن منتديات التحكيم الدولية.

## الامتيازات والحصانات
يُسمح بمنح القضاة والموظفين رفيعي المستوى في هذه المحاكم حصانة دبلوماسية إذا سمحت السُلطة التي تحكُمهم بذلك.

## قائمة المحاكم الدولية

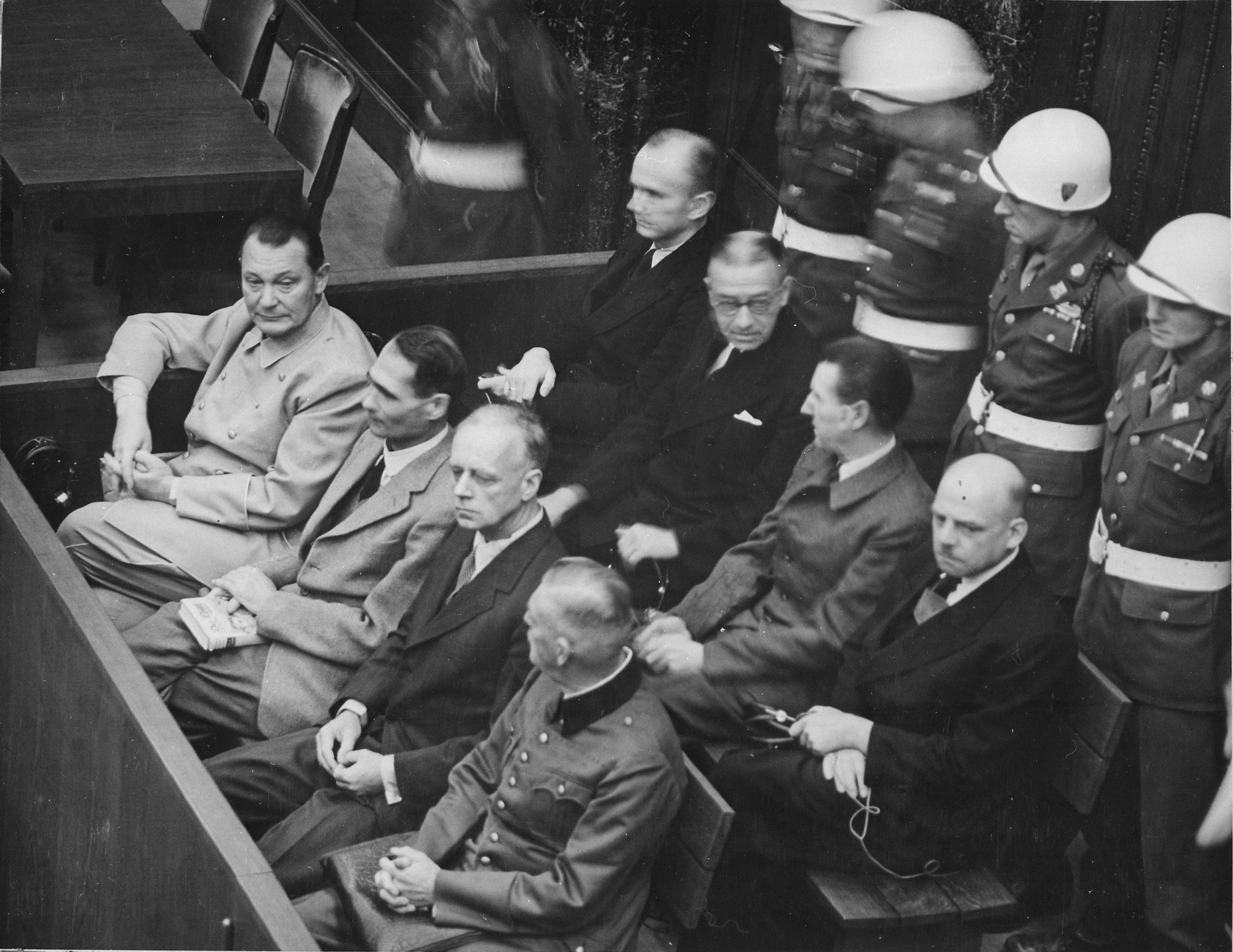
متهمون في قفص الاتهام في المحكمة العسكرية الدولية في نورمبرغ

| الإسم                                                       | المجال             | سنوات الاشتغال | فحوى القضية                                                       |
| ----------------------------------------------------------- | ------------------ | -------------- | ----------------------------------------------------------------- |
| محكمة العدل الأفريقية                                       | أفريقيا            | 2009–حتى الآن  | تأويل مُعاهدات الاتحاد الأفريقي                                    |
| المحكمة الأفريقية لحقوق الإنسان والشعوب                     | أفريقيا            | 2006–حتى الآن  | حقوق الإنسان                                                      |
| هيئة الاستئناف لمنظمة التجارة العالمية                      | عالمية             | 1995–حتى الآن  | نزاعات تجارية ضمن منظمة التجارة العالمية                          |
| محكمة عدل بنلوكس                                            | بنلوكس             | 1975–حتى الآن  | نزاعات تجارية ضمن بنلوكس                                          |
| محكمة العدل الكاريبية                                       | الكاريبي           | 2005–حتى الآن  | نزاعات عامة                                                       |
| كوميسا                                                      | أفريقيا            | 1998–حتى الآن  | نزاعات تجارية ضمن كوميسا                                          |
| المحكمة المشتركة للعدل والتحكيم في أوهادا                   | أفريقيا            | 1998–حتى الآن  | تأويل مُعاهدات وقوانين نظام أوهادا                                 |
| محكمة العدل لمجموعة دول الأنديز                             | أمريكا الجنوبية    | 1983–حتى الآن  | نزاعات تجارية ضمن مجموعة دول الأنديز                              |
| محكمة الاتحاد الاقتصادي الأوروآسيوي                         | الاتحاد السوفيتي   | 2015–حتى الآن  | النزاعات الاقتصادية والقانونية داخل الاتحاد الاقتصادي الأوروآسيوي |
| محكمة عدل شرق أفريقيا                                       | أفريقيا            | 2001–حتى الآن  | تأويل مُعاهدات مجموعة شرق أفريقيا                                  |
| المحكمة العليا لشرق الكاريبي                                | الكاريبي           | 1967–حتى الآن  | نزاعات عامة                                                       |
| المحكمة الاقتصادية لرابطة الدول المستقلة                    | الاتحاد السوفيتي   | 1994–حتى الآن  | النزاعات الاقتصادية والقانونية داخل رابطة الدول المستقلة          |
| محكمة عدل المجموعة الاقتصادية لدول غرب إفريقيا              | أفريقيا            | 1996–حتى الآن  | تأويل مُعاهدات المجموعة الاقتصادية لدول غرب إفريقيا                |
| المحكمة الأوروبية لحقوق الإنسان                             | أوروبا             | 1959–حتى الآن  | حقوق الإنسان                                                      |
| محكمة العدل الأوروبية                                       | أوروبا             | 1952–حتى الآن  | تأويل قانون الاتحاد الأوروبي                                      |
| محكمة رابطة التجارة الحرة الأوروبية                         | أوروبا             | 1994–حتى الآن  | تأويل قانون رابطة التجارة الحرة الأوروبية                         |
| المحكمة الأوروبية للطاقة النووية                            | أوروبا             | 1960–حتى الآن  | نزاعات حول الطاقة النووية                                         |
| محكمة الدول الأمريكية لحقوق الإنسان                         | الأمريكيتين        | 1979–حتى الآن  | حقوق الإنسان                                                      |
| محكمة العدل الدولية                                         | عالمية             | 1945–حتى الآن  | نزاعات عامة                                                       |
| المحكمة الجنائية الدولية                                    | عالمية             | 2002–حتى الآن  | مُتابعات بتُهم جنائية                                               |
| المحكمة الجنائية الدولية لرواندا                            | رواندا             | 1994−2015      | مُتابعات بتُهم جنائية                                               |
| المحكمة الجنائية الدولية ليوغوسلافيا السابقة                | يوغوسلافيا السابقة | 1993−2017      | مُتابعات بتُهم جنائية                                               |
| محاكمات نورنبيرغ                                            | أوروبا             | 1945–1946      | مُتابعات بتُهم جنائية                                               |
| المحكمة العسكرية الدولية للشرق الأقصى                       | المُحيط الهادئ      | 1946−1948      | مُتابعات بتُهم جنائية                                               |
| الآلية الدولية لتصريف الأعمال المتبقية للمحكمتين الجنائيتين | عالمية             | 2012−حتى الآن  | مُتابعات بتُهم جنائية                                               |
| المحكمة الدولية لقانون البحار                               | عالمية             | 1994–حتى الآن  | نزاعات بحرية                                                      |
| المحكمة الدائمة للعدل الدولي                                | عالمية             | 1922–1946      | نزاعات عامة                                                       |
| محكمة القضايا العالقة الخاصة بسيراليون                      | سيراليون           | 2013−حتى الآن  | مُتابعات بتُهم جنائية                                               |
| محكمة مجموعة التنمية لأفريقيا الجنوبية                      | أفريقيا            | 2005–2012      | تأويل مُعاهدات مجموعة التنمية لأفريقيا الجنوبية                    |
| المحكمة الخاصة بسيراليون                                    | سيراليون           | 2002−2013      | مُتابعات بتُهم جنائية                                               |
| المحكمة الدولية الخاصة بلبنان                               | لبنان              | 2009−حتى الآن  | مُتابعات بتُهم جنائية                                               |

## قائمة المحاكم الخاصة
| اسم                               | نطاق          | سنوات النشاط  | الموضوع            |
| --------------------------------- | ------------- | ------------- | ------------------ |
| الغرف الأفريقية غير العادية       | تشاد          | 2013−حتى الآن | الملاحقات الجنائية |
| محكمة الخمير الحمر                | كمبوديا       | 2006−حتى الآن | الملاحقات الجنائية |
| المحكمة الخاصة بكوسوفو            | كوسوفو        | 2017−حتى الآن | الملاحقات الجنائية |
| المحكمة الخاصة المتبقية لسيراليون | سيراليون      | 2013−حتى الآن | الملاحقات الجنائية |
| المحكمة الخاصة بسيراليون          | سيراليون      | 2002-2013     | الملاحقات الجنائية |
| الغرف الخاصة لمحاكم مقاطعة ديلي   | تيمور الشرقية | 2000-2006     | الملاحقات الجنائية |
| المحكمة الدولية الخاصة بلبنان     | لبنان         | 2009−حتى الآن | الملاحقات الجنائية |